# Nederlands kampioenschap schaken 1958
Het Nederlands kampioenschap schaken 1958 werd gehouden van 10 t/m 22 december 1958 in De Kroon op het Rembrandtplein in Amsterdam. Jan Hein Donner prolongeerde zijn titel en werd voor de derde maal in de geschiedenis Nederlands kampioen schaken.

## Achtergrond
Donner schreef zelf in De Tijd dat het kampioenschap dit jaar minder sterk bezet was dan andere jaren. Grote afwezige was Max Euwe, die de titel twaalf keer opeiste, voor het laatst in 1955. Euwe speelde al sinds enkele jaren geen grote toernooien meer. Andere kanshebbers, Hans Bouwmeester en Lodewijk Prins, lieten eveneens verstek gaan. Donner was daarom de gedoodverfde favoriet voor de titel.
Meinard Jonkman en Henk van Donk maakten hun debuut op het Nederlands kampioenschap.
Tijdens de opening van het toernooien hielden A.G. de Blécourt, voorzitter van de KNSB, en Theo Luns, voorzitter van de Hoofdstedelijke Schaakbond, toespraken.
Tot de deelnemers behoorden ook twee secretarissen van de KNSB, de heren Van Donk en Chris van Weezel. Omdat er tijdens het toernooi ook een Bondsraad zou plaatsvinden (tijdens de vierde ronde) werd de loting zo gemanipuleerd dat Van Donk en Van Weezel tijdens deze ronde tegen elkaar zouden moeten spelen. Op deze manier kon het speelschema zoveel mogelijk in stand gehouden worden. Deze manier van loten leidde tot enige ophef en afkeuring in de Nederlandse dagbladen.
Jan Hein Donner maakte zijn favorietenstatus waar en werd op overtuigende wijze opnieuw Nederlands kampioen schaken. Uitsluitend Van Scheltinga en Eduard Spanjaard wisten hem met een remise van het volle punt te houden; alle andere partijen won hij.

## Uitslag en kruistabel[9]
| #  | naam                | score | 1  | 2  | 3  | 4  | 5  | 6  | 7  | 8  | 9  | 10 | 11 |
| -- | ------------------- | ----- | -- | -- | -- | -- | -- | -- | -- | -- | -- | -- | -- |
| 1  | Jan Hein Donner     | 9     | -- | 1  | ½  | 1  | ½  | 1  | 1  | 1  | 1  | 1  | 1  |
| 2  | Nicolaas Cortlever  | 7½    | 0  | -- | 0  | 1  | 1  | 1  | 1  | 1  | ½  | 1  | 1  |
| 3  | Theo van Scheltinga | 6½    | ½  | 1  | -- | 0  | ½  | ½  | 1  | ½  | ½  | 1  | 1  |
| 4  | Johan Barendregt    | 6     | 0  | 0  | 1  | -- | ½  | 1  | ½  | 1  | 1  | 1  | 0  |
| 5  | Eduard Spanjaard    | 5½    | ½  | 0  | ½  | ½  | -- | ½  | 1  | ½  | ½  | ½  | 1  |
| 6  | Carel van den Berg  | 5     | 0  | 0  | ½  | 0  | ½  | -- | 1  | ½  | ½  | 1  | 1  |
| 7  | Henk van Donk       | 4     | 0  | 0  | 0  | ½  | 0  | 0  | -- | 1  | 1  | ½  | 1  |
| 8  | Frits Roessel       | 3½    | 0  | 0  | ½  | 0  | ½  | ½  | 0  | -- | 1  | 1  | 0  |
| 9  | Chris van Weezel    | 3½    | 0  | ½  | ½  | 0  | ½  | ½  | 0  | 0  | -- | ½  | 1  |
| 10 | Eduard Jonkman      | 2½    | 0  | 0  | 0  | 0  | ½  | 0  | ½  | 0  | ½  | -- | 1  |
| 11 | Constant Orbaan     | 2     | 0  | 0  | 0  | 1  | 0  | 0  | 0  | 1  | 0  | 0  | -- |

1909 · 1912 · 1913 · 1919 · 1921 · 1924 · 1926 · 1929 · 1933 · 1936 · 1938 · 1939 · 1942 · 1948 · 1950 · 1952 · 1954 · 1955 · 1957 · 1958 · 1961 · 1963 · 1965 · 1967 · 1969 · 1970 · 1971 · 1972 · 1973 · 1974 · 1975 · 1976 · 1977 · 1978 · 1979 · 1980 · 1981 · 1982 · 1983 · 1984 · 1985 · 1986 · 1987 · 1988 · 1989 · 1990 · 1991 · 1992 · 1993 · 1994 · 1995 · 1996 · 1997 · 1998 · 1999 · 2000 · 2001 · 2002 · 2003 · 2004 · 2005 · 2006 · 2007 · 2008 · 2009 · 2010 · 2011 · 2012 · 2013 · 2014 · 2015 · 2016 · 2017 · 2018 · 2019 · 2021 · 2022 · 2023 · 2024